# Lea Fischer
Lea Fischer (31 marzo 1998) è una fondista svizzera.

## Biografia
Attiva dal febbraio del 2013, la Fischer ha esordito in Coppa del Mondo il 15 dicembre 2018 a Davos in una sprint (45ª) e ai Campionati mondiali a Planica 2023, dove si è classificata 40ª nella sprint e 10ª nella staffetta; non ha preso parte a rassegne olimpiche.

## Palmarès

### Coppa del Mondo
- Miglior piazzamento in classifica generale: 57ª nel 2023